# Manuel Rosenthal
Manuel Rosenthal, all'anagrafe Rosenthal Emmanuel (Parigi, 18 giugno 1904 – Parigi, 5 giugno 2003), è stato un compositore e direttore d'orchestra francese.

## Biografia
Di madre russa e padre francese, Rosenthal fu un musicista assai precoce; ebbe in regalo dalla madre un violino all'età di nove anni. Aveva soltanto 14 anni quando perse il padre ed egli per far fronte alle necessità della famiglia iniziò a suonare nelle orchestrine dei cinema. 
Entrò al Conservatoire de Paris nel 1918 ed intraprese gli studi di contrappunto e fuga con Jean Hure e fu allievo del violinista Jules Boucherit. Incontrò Maurice Ravel nel 1925 (questo incontro si rivelerà determinante per la sua carriera futura di compositore) e per un certo periodo ne divenne uno dei suoi rari allievi.
Negli anni venti suonò nelle orchestre dei Concerts Lamoureux e Pasdeloup debuttando quindi come direttore nel 1928. Dal 1934 al 1939, divenne direttore aggiunto di Désiré-Emile Inghelbrecht allora direttore principale de l'Orchestre national de France.
Durante l'occupazione nazista, durante la seconda guerra mondiale, fece parte della resistenza e venne fatto prigioniero dai tedeschi.
Dal 1944 al 1947 succedette a Désiré Inghelbrecht come direttore principale dell'Orchestre National de France. Dal 1948 al 1951 fu a capo dell'Orchestra Sinfonica di Seattle. Nello stesso tempo intraprese numerose tournée in tutto il mondo dirigendo musiche di Stravinskij, Béla Bartók, Schöenberg, Milhaud, Richard Strauss, Francis Poulenc, Ravel e Debussy.
Diresse le orchestre dei maggiori teatri d'opera come la Metropolitan Opera di New York e dell'Opéra comique di Parigi. Dal 1962 al 1974 fu professore di direzione d'orchestra al Conservatoire de Paris, e dal 1964 al 1967 direttore permanente dell'Orchestre de Liège.
Nella sua lunga carriera gli vennero conferite diverse onorificenze e fra le quali quella di Commandeur dell'ordine della Légion d'honneur.
Morì a Parigi all'età di 98 anni.

## Opere
- Le Naufrage.
- La souris d'angleterre sur une poesie de Nino.
- 1923. Sonatine pour deux violons
- 1923-1926. Rayon de soiries, opéra bouffes
- 1927. Sérénade pour orchestre
- 1928-1929. Un baiser pour rien (balletto del 1936 al Palais Garnier di Parigi)
- 1934-1936. Jeanne-d'Arc (orchestre)
- 1937-1937. La Poule Noire, délicieuse et suptile petite comédie chantée
- 1936-1939. St François d'assise
- 1938. Gaîté Parisienne (ballet)
- 1941. Musique de table (orchestre)
- 1942. Les soirées du Petit Juas (quatuor cordes)
- 1943-1944. Cantate pour le temps de la Nativité
- 1947. Symphonie de Noël
- 1947-1948. Aesopi Convinium (violons pino orchestre)
- 1948. Magic Manhattan
- 1948. Que le diable l'emporte (ballet)
- 1949. Symphonie
- 1952-1953. A choeur Vaillant
- 1953. Missa de Gratias
- 1955. Rondes Françaises
- 1956. Les femmes au tombeau (drame lyrique)
- 1957-1961. Hop Signor! (drame lyrique)
- 1970. Aeolus (quintete vent et cordes)
- 1975. 2 Etudes en camaïeu

## Gaîté Parisienne
L'opera più celebre di Rosenthal è senza dubbio il balletto Gaîté Parisienne. Essa è costituita dall'arrangiamento di pezzi, spesso molto popolari, di Jacques Offenbach (1819-1880). Questi pezzi sono tratti da diverse opere buffe e operette di Offenbach. I movimenti sono:
- Ouverture
- 1.Allegro brillante
- 2.Polka (Voyage dans la lune)
- 3.Poco allegro- A tempo de ländler (Liszchen et Fritschen)
- 4.Mazurka
- 5.Valse
- 6.Allegro (La vie parisienne)
- 7.Polka
- 8.Valse lente (Orphée aux enfers)
- 9.Tempo di marcia
- 10.Valse moderato (La Belle Hélène)
- 11.Vivo (La vie parisienne)
- 12.Valse (Les contes d'Hoffmann)
- 13.Allegro molto
- 14.Valse  (La Périchole)
- 15.Allegro
- 16.Cancan (Orphée aux enfers)
- 17.Quadrille (Orphée aux enfers)
- 18.Allegro (Orphée aux enfers)
- 19.Allegro moderato
- 20.Allegro (Orphée aux enfers)
- 21.Allegro (Orphée aux enfers)
- 22.Vivo (Orphée aux enfers)
- 23.Barcarolle  (Les fées du Rhin, Les contes d'Hoffmann)

## Filmografia
- Il tatuato (Raphaël le tatoué), regia di Christian-Jaque (1939)